# Sabałowe Bajania

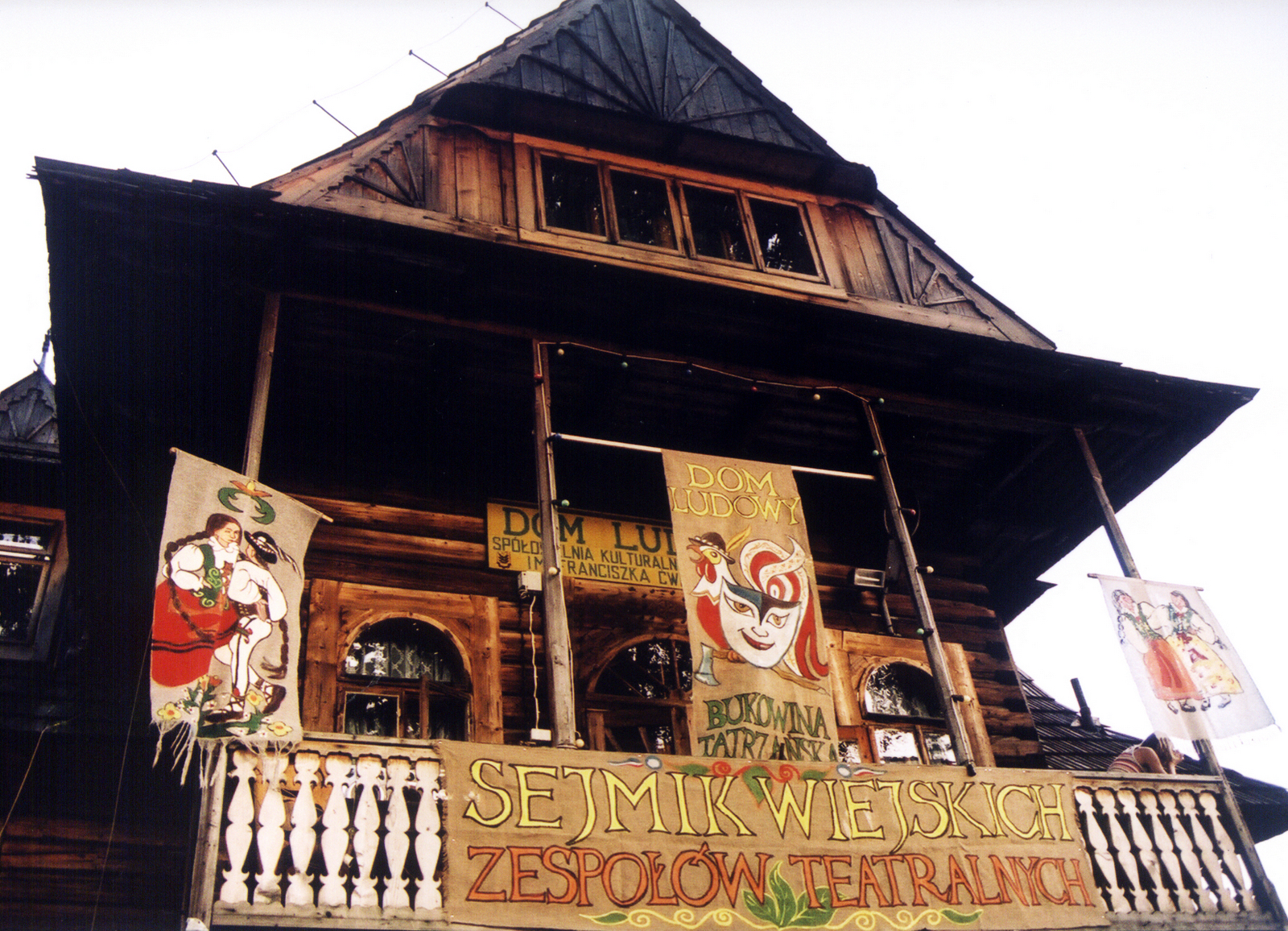
Dom Ludowy - miejsce festiwalu

Sabałowe Bajania – ogólnopolski festiwal folkloru polskiego, konkurs gawędziarzy, instrumentalistów i śpiewaków odbywający się corocznie w sierpniu w Bukowinie Tatrzańskiej. 
Po raz pierwszy "Sabałowe Bajania" odbyły się w 1967 roku. Początkowo miały formę konkursu gawędziarzy i instrumentalistów. Imprezie towarzyszą różnorodne wydarzenia, m.in. występy zespołów regionalnych i przedstawienia teatralne. Pierwotna impreza lokalna szybko wyszła poza zasięg powiatu nowotarskiego. Festiwal wzbogacił się o występy śpiewaków ludowych, a potem o konkurs na mowę starosty weselnego, śpiewu drużbów weselnych i podtatrzańskich pytacy. Obecnie także są grupy śpiewacze i soliści oraz solistki, w kategorii śpiewaków ta forma zazwyczaj jest wykonywana A Cappella, zarówno w grupach, jak i solowo. Od 2023 roku Sabałowe Bajania odbywają się w lipcu, a nie w sierpniu jak było wcześniej. 
Obecnie program obejmuje szereg imprez towarzyszących, m.in. wystawę i kiermasz sztuki ludowej, wystawy fotograficzne, zawody strzeleckie i występy zagranicznych zespołów regionalnych. Największą atrakcją jest Sabałowa Noc - plenerowa impreza odbywająca się na terenie Bukowiańskich Term. Osoby, które zasłużyły się swoim działaniem na rzecz kontynuacji tradycji i rozwoju kultury Podhala pasuje się na „Zbójników” (mężczyzn) oraz "Wierchowe Orlice” (kobiety).